# Xələf Xələfov
Xələf Alı oğlu Xələfov (ur. 21 września 1959 w Dżilu) – azerski dyplomata, od 1997 wiceminister spraw zagranicznych Azerbejdżanu.

## Życiorys
Urodził się w ówczesnej Armeńskiej SRR. Jest absolwentem Uniwersytetu Państwowego w Kijowie oraz Akademii Dyplomatycznej przy Ministerstwie Spraw Zagranicznych ZSRR w Moskwie. W latach 1983–1990 był szefem wydziału w ministerstwie spraw wewnętrznych Azerbejdżańskiej SRR. W 1991 dołączył do rodzącej się służby dyplomatycznej niepodległego Azerbejdżanu, początkowo jako pracownik departamentu konsularnego MSZ w randze drugiego sekretarza. W latach 1992–1997 kierował departamentem prawno-traktatowym ministerstwa. W 1997 został awansowany na jednego z zastępców szefa resortu i sprawuje ten urząd nieprzerwanie do chwili obecnej.